# 第5回JSLカップ
第5回JSLカップ（だい5かいJSLカップ）は、1980年（昭和55年）8月9日から8月24日に行われた日本サッカーリーグ主催の大会である。大会はJSL1部、2部に所属する全20チーム参加によるトーナメント方式で争われた。優勝はJSL2部所属の日本鋼管サッカー部であった。

## 出場クラブ

### JSL1部
- フジタ工業クラブサッカー部
- 読売サッカークラブ
- 日立製作所サッカー部
- ヤンマーディーゼルサッカー部
- 古河電気工業サッカー部
- 東洋工業サッカー部
- 三菱重工業サッカー部
- 新日本製鐵サッカー部
- 日産自動車サッカー部
- ヤマハ発動機サッカー部

### JSL2部
- 日本鋼管サッカー部
- 東芝サッカー部
- 富士通サッカー部
- 本田技研工業サッカー部
- 田辺製薬サッカー部
- トヨタ自動車工業サッカー部
- 甲府サッカークラブ
- 帝人サッカー部
- 住友金属工業蹴球団
- 大協石油サッカー部

## 試合

### 1回戦
- 読売クラブ 3-2 ヤマハ発動機
- 古河電工 3-2 フジタ工業
- 本田技研 3-0 田辺製薬
- ヤンマー 2-0 富士通

### 2回戦
- 日立製作所 5-1 住友金属
- 読売クラブ 1-3 東洋工業
- 三菱重工 0-1 古河電工
- 日産自動車 2-0 大協石油
- 新日鉄 2-4 日本鋼管
- 本田技研 0-1 東芝
- 甲府クラブ 0-3 ヤンマー
- 帝人松山 4-2 トヨタ自工

### 準々決勝
- 日立製作所 4-1 東洋工業
- 古河電工 1-1（PK4-5）日産自動車
- 日本鋼管 1-0 東芝
- ヤンマー 1-2 帝人松山

### 準決勝
- 日立製作所 2-0 日産自動車
- 日本鋼管 2-1 帝人松山

### 決勝
| 1980年7月24日 14:00 |

| 日立製作所 | 1 - 3 | 日本鋼管            |
| 須藤茂光   |       | 藤本貢壽 2 松浦敏夫 |

| 長居陸上競技場 |